# Музеј Срема
Музеј Срема је културна установа у Сремској Митровици. Основан је 1885. године. Бави се истраживањем материјалне културе велике баштине, како у граду Сремској Митровици, тако и у Срему уопште и излаже је на својим сталним и повременим изложбама. Музеј смештен у две зграде из 18. века, здање „Судбеног стола“ (раније зграда војне управе, Brigadirquartier, Седиште бригаде) и кућа породице Бајић.

## Музејске збирке
Рад музеја је организован у оквиру одељења из следећих области:
- археологија
- историја
- историја уметности
- етнологија
- природњачка и нумизматичка збирка

## Опис музеја
У некадашњој кући породице Бајић, грађеној на крају 18 века, смештен је археолошки материјал у оквиру сталне поставке која обухвата период од почетака насељавања до пада Сирмијума у руке Авара- 6 век. Саставни део сталне поставке је и дворишни простор са мноштвом римских камених споменика - популарно назван ЛАПИДАРИЈУМ. У оквиру лапидаријума представљени су in situ остаци villae urbanae, од којих је данас видљива апсидална просторија- triclinium са остацима прекрасног геометријског подног мозаика који је након конзервације презентован јавности.

## Највеће вредности музеја
Нека од културних добара похрањених у Музеју Срема су:
- Лобања џиновског јелена из горњег плеистоцена врсте Мегалоцерос гигантеус (Блум), заштићена законом као јединствени природни споменик
- Сунчани сат са представама Атласа, Херкулеса и Ификла
- Олеарум
- Ситна римска пластика (статуе Меркура, Лара, Аполона)
- Римски хируршки инструменти
- Фрагмент фреске са ликом Харпократа
- Раритетни солиди Константина Великог
- Златни реликвијар
- Златна аварска појасна гарнитура, датирана у 7. век
- Збирка икона и грађанских портрета од 18. до 20. века
- Збирка рукописних књига из фрушкогорских манастира

## Галерија
- Лапидаријум, налаз из римског периода
- Василије Остојић — Пророк Јеремија, 1736.
- Повеља кола српских сестара
- Југословенски пропагандни политички плакат, 1931.
- Осмрница Југославије, нацистичка пропаганда
- Путница НДХ